# Puchar Świata w łyżwiarstwie szybkim 2011/2012
Puchar Świata w łyżwiarstwie szybkim 2011/2012 był 27. edycją tej imprezy. Cykl rozpoczął się w Czelabińsku 18 listopada 2011 roku, a zakończył 11 marca 2012 w Berlinie.
Puchar Świata rozegrany został w 7 miastach, w 6 krajach, na 3 kontynentach.

## Medaliści zawodów

### Kobiety

#### Wyniki
| Data                 | Miejsce                                                        | Konkurencja                                                    | Zwycięzca                                                           | 2. miejsce                                                          | 3. miejsce                                                          |
| -------------------- | -------------------------------------------------------------- | -------------------------------------------------------------- | ------------------------------------------------------------------- | ------------------------------------------------------------------- | ------------------------------------------------------------------- |
| 18–20 listopada 2011 | Czelabińsk                                                     | 500 m (18 listopada)                                           | Yu Jing                                                             | Maki Tsuji Thijsje Oenema                                           | –                                                                   |
| 18–20 listopada 2011 | Czelabińsk                                                     | 3000 m (18 listopada)                                          | Martina Sáblíková                                                   | Ireen Wüst                                                          | Claudia Pechstein                                                   |
| 18–20 listopada 2011 | Czelabińsk                                                     | 500 m (19 listopada)                                           | Yu Jing                                                             | Lee Sang-hwa                                                        | Jenny Wolf                                                          |
| 18–20 listopada 2011 | Czelabińsk                                                     | 1500 m (20 listopada)                                          | Ireen Wüst                                                          | Christine Nesbitt                                                   | Marrit Leenstra                                                     |
| 18–20 listopada 2011 | Czelabińsk                                                     | 1000 m (20 listopada)                                          | Christine Nesbitt                                                   | Margot Boer                                                         | Marrit Leenstra                                                     |
| 18–20 listopada 2011 | Czelabińsk                                                     | Drużynowo (20 listopada)                                       | Kanada Brittany Schussler · Cindy Klassen · Christine Nesbitt       | Holandia Ireen Wüst · Diane Valkenburg · Marrit Leenstra            | Rosja Julija Skokowa · Jekatierina Łobyszewa · Jekatierina Szychowa |
| 25–27 listopada 2011 | Astana                                                         | 500 m (25 listopada)                                           | Lee Sang-hwa                                                        | Jenny Wolf                                                          | Thijsje Oenema                                                      |
| 25–27 listopada 2011 | Astana                                                         | 3000 m (25 listopada)                                          | Martina Sáblíková                                                   | Claudia Pechstein                                                   | Diane Valkenburg                                                    |
| 25–27 listopada 2011 | Astana                                                         | 500 m (26 listopada)                                           | Jenny Wolf                                                          | Lee Sang-hwa                                                        | Nao Kodaira                                                         |
| 25–27 listopada 2011 | Astana                                                         | 1500 m (26 listopada)                                          | Christine Nesbitt                                                   | Claudia Pechstein                                                   | Ireen Wüst                                                          |
| 25–27 listopada 2011 | Astana                                                         | 1000 m (27 listopada)                                          | Christine Nesbitt                                                   | Thijsje Oenema                                                      | Margot Boer                                                         |
| 25–27 listopada 2011 | Astana                                                         | Start masowy (27 listopada)                                    | Mariska Huisman                                                     | Claudia Pechstein                                                   | Kim Bo-reum                                                         |
| 2–4 grudnia 2011     | Heerenveen                                                     | 500 m (2 grudnia)                                              | Yu Jing                                                             | Lee Sang-hwa                                                        | Wang Beixing                                                        |
| 2–4 grudnia 2011     | Heerenveen                                                     | 5000 m (2 grudnia)                                             | Martina Sáblíková                                                   | Claudia Pechstein                                                   | Stephanie Beckert                                                   |
| 2–4 grudnia 2011     | Heerenveen                                                     | 500 m (3 grudnia)                                              | Yu Jing                                                             | Jenny Wolf                                                          | Laurine van Riessen                                                 |
| 2–4 grudnia 2011     | Heerenveen                                                     | 1500 m (3 grudnia)                                             | Christine Nesbitt                                                   | Ireen Wüst                                                          | Jekatierina Szychowa                                                |
| 2–4 grudnia 2011     | Heerenveen                                                     | 1000 m (4 grudnia)                                             | Christine Nesbitt                                                   | Yu Jing                                                             | Jekatierina Szychowa                                                |
| 2–4 grudnia 2011     | Heerenveen                                                     | Drużynowo (4 grudnia)                                          | Kanada Brittany Schussler · Christine Nesbitt · Cindy Klassen       | Rosja Jekatierina Łobyszewa · Jekatierina Szychowa · Julija Skokowa | Korea Południowa Lee Ju-youn · Noh Seon-yeong · Kim Bo-reum         |
| 6–8 stycznia 2012    | 109. mistrzostwa Europy w wieloboju 2012 – Budapeszt           | 109. mistrzostwa Europy w wieloboju 2012 – Budapeszt           | 109. mistrzostwa Europy w wieloboju 2012 – Budapeszt                | 109. mistrzostwa Europy w wieloboju 2012 – Budapeszt                | 109. mistrzostwa Europy w wieloboju 2012 – Budapeszt                |
| 21–22 stycznia 2012  | Salt Lake City                                                 | 500 m (21 stycznia)                                            | Lee Sang-hwa                                                        | Nao Kodaira                                                         | Heather Richardson                                                  |
| 21–22 stycznia 2012  | Salt Lake City                                                 | 1000 m (21 stycznia)                                           | Christine Nesbitt                                                   | Heather Richardson                                                  | Ireen Wüst                                                          |
| 21–22 stycznia 2012  | Salt Lake City                                                 | 500 m (22 stycznia)                                            | Lee Sang-hwa                                                        | Yu Jing                                                             | Jenny Wolf                                                          |
| 21–22 stycznia 2012  | Salt Lake City                                                 | 1000 m (22 stycznia)                                           | Laurine van Riessen                                                 | Marrit Leenstra                                                     | Monique Angermüller                                                 |
| 28–29 stycznia 2012  | 43. Mistrzostwa świata w wieloboju sprinterskim 2012 – Calgary | 43. Mistrzostwa świata w wieloboju sprinterskim 2012 – Calgary | 43. Mistrzostwa świata w wieloboju sprinterskim 2012 – Calgary      | 43. Mistrzostwa świata w wieloboju sprinterskim 2012 – Calgary      | 43. Mistrzostwa świata w wieloboju sprinterskim 2012 – Calgary      |
| 11–12 lutego 2012    | Hamar                                                          | 1500 m (11 lutego)                                             | Ireen Wüst                                                          | Christine Nesbitt                                                   | Marrit Leenstra                                                     |
| 11–12 lutego 2012    | Hamar                                                          | 3000 m (12 lutego)                                             | Martina Sáblíková                                                   | Stephanie Beckert                                                   | Ireen Wüst                                                          |
| 11–12 lutego 2012    | Hamar                                                          | Drużynowo (12 lutego)                                          | Rosja Jekatierina Łobyszewa · Jekatierina Szychowa · Julija Skokowa | Polska Natalia Czerwonka · Luiza Złotkowska · Katarzyna Woźniak     | Korea Południowa Kim Bo-reum · Lee Ju-youn · Noh Seon-yeong         |
| 18–19 lutego 2012    | 106. mistrzostwa świata w wieloboju 2012 – Moskwa              | 106. mistrzostwa świata w wieloboju 2012 – Moskwa              | 106. mistrzostwa świata w wieloboju 2012 – Moskwa                   | 106. mistrzostwa świata w wieloboju 2012 – Moskwa                   | 106. mistrzostwa świata w wieloboju 2012 – Moskwa                   |
| 2–4 marca 2012       | Heerenveen                                                     | 500 m (2 marca)                                                | Yu Jing                                                             | Margot Boer                                                         | Heather Richardson                                                  |
| 2–4 marca 2012       | Heerenveen                                                     | 5000 m (2 marca)                                               | Martina Sáblíková                                                   | Stephanie Beckert                                                   | Claudia Pechstein                                                   |
| 2–4 marca 2012       | Heerenveen                                                     | 500 m (3 marca)                                                | Jenny Wolf                                                          | Yu Jing                                                             | Heather Richardson                                                  |
| 2–4 marca 2012       | Heerenveen                                                     | 1500 m (3 marca)                                               | Ireen Wüst                                                          | Marrit Leenstra                                                     | Diane Valkenburg                                                    |
| 2–4 marca 2012       | Heerenveen                                                     | 1000 m (4 marca)                                               | Heather Richardson                                                  | Ireen Wüst                                                          | Marrit Leenstra                                                     |
| 2–4 marca 2012       | Heerenveen                                                     | Start masowy (4 marca)                                         | Mariska Huisman                                                     | Foske Tamar van der Wal                                             | Claudia Pechstein                                                   |
| 9–11 marca 2012      | Berlin                                                         | 500 m (9 marca)                                                | Yu Jing                                                             | Lee Sang-hwa                                                        | Jenny Wolf                                                          |
| 9–11 marca 2012      | Berlin                                                         | 3000 m (9 marca)                                               | Martina Sáblíková                                                   | Stephanie Beckert                                                   | Claudia Pechstein                                                   |
| 9–11 marca 2012      | Berlin                                                         | 500 m (10 marca)                                               | Yu Jing                                                             | Lee Sang-hwa                                                        | Christine Nesbitt                                                   |
| 9–11 marca 2012      | Berlin                                                         | 1500 m (10 marca)                                              | Christine Nesbitt                                                   | Marrit Leenstra                                                     | Martina Sáblíková                                                   |
| 9–11 marca 2012      | Berlin                                                         | 1000 m (11 marca)                                              | Christine Nesbitt                                                   | Heather Richardson                                                  | Zhang Hong                                                          |
| 9–11 marca 2012      | Berlin                                                         | Drużynowo (11 marca)                                           | Kanada Cindy Klassen · Brittany Schussler · Christine Nesbitt       | Korea Południowa Kim Bo-reum · Lee Ju-youn · Noh Seon-yeong         | Rosja Jekatierina Łobyszewa · Jekatierina Szychowa · Julija Skokowa |
| 9–11 marca 2012      | Berlin                                                         | Start masowy (11 marca)                                        | Claudia Pechstein                                                   | Mariska Huisman                                                     | Anna Rokita                                                         |
| 22–25 marca 2011     | 14. Mistrzostwa świata na dystansach 2012 – Heerenveen         | 14. Mistrzostwa świata na dystansach 2012 – Heerenveen         | 14. Mistrzostwa świata na dystansach 2012 – Heerenveen              | 14. Mistrzostwa świata na dystansach 2012 – Heerenveen              | 14. Mistrzostwa świata na dystansach 2012 – Heerenveen              |

#### Klasyfikacje
| Lp. | Zawodnik           | Punkty |
| --- | ------------------ | ------ |
| 1.  | Yu Jing            | 960    |
| 2.  | Lee Sang-hwa       | 890    |
| 3.  | Jenny Wolf         | 869    |
| 4.  | Margot Boer        | 555    |
| 5.  | Thijsje Oenema     | 534    |
| 6.  | Nao Kodaira        | 507    |
| 7.  | Wang Beixing       | 485    |
| 8.  | Maki Tsuji         | 474    |
| 9.  | Heather Richardson | 451    |
| 10. | Christine Nesbitt  | 412    |

| Lp. | Zawodnik             | Punkty |
| --- | -------------------- | ------ |
| 1.  | Christine Nesbitt    | 550    |
| 2.  | Heather Richardson   | 459    |
| 3.  | Marrit Leenstra      | 420    |
| 4.  | Margot Boer          | 365    |
| 5.  | Ireen Wüst           | 314    |
| 6.  | Laurine van Riessen  | 300    |
| 7.  | Jekatierina Szychowa | 219    |
| 8.  | Zhang Hong           | 211    |
| 9.  | Yu Jing              | 206    |
| 10. | Brittany Bowe        | 181    |

| Lp. | Zawodnik              | Punkty |
| --- | --------------------- | ------ |
| 1.  | Christine Nesbitt     | 510    |
| 2.  | Ireen Wüst            | 450    |
| 3.  | Marrit Leenstra       | 401    |
| 4.  | Martina Sáblíková     | 276    |
| 5.  | Diane Valkenburg      | 265    |
| 6.  | Jekatierina Szychowa  | 234    |
| 7.  | Julija Skokowa        | 185    |
| 8.  | Jekatierina Łobyszewa | 182    |
| 9.  | Ida Njâtun            | 180    |
| 10. | Brittany Schussler    | 156    |

| Lp. | Zawodnik              | Punkty |
| --- | --------------------- | ------ |
| 1.  | Martina Sáblíková     | 650    |
| 2.  | Stephanie Beckert     | 410    |
| 3.  | Claudia Pechstein     | 405    |
| 4.  | Diane Valkenburg      | 295    |
| 5.  | Linda de Vries        | 246    |
| 6.  | Masako Hozumi         | 225    |
| 6.  | Cindy Klassen         | 225    |
| 8.  | Ireen Wüst            | 210    |
| 9.  | Olga Graf             | 176    |
| 10. | Jewgienija Dmitrijewa | 154    |

| Lp. | Zawodnik          | Punkty |
| --- | ----------------- | ------ |
| 1.  | Kanada            | 390    |
| 2.  | Rosja             | 355    |
| 3.  | Korea Południowa  | 320    |
| 4.  | Polska            | 265    |
| 5.  | Japonia           | 150    |
| 6.  | Holandia          | 140    |
| 7.  | Niemcy            | 122    |
| 8.  | Stany Zjednoczone | 108    |
| 9.  | Norwegia          | 90     |

| Lp. | Zawodnik                | Punkty |
| --- | ----------------------- | ------ |
| 1.  | Mariska Huisman         | 320    |
| 2.  | Claudia Pechstein       | 310    |
| 3.  | Anna Rokita             | 175    |
| 4.  | Foske Tamar van der Wal | 160    |
| 5.  | Maria Lamb              | 155    |
| 6.  | Brooke Lochland         | 111    |
| 7.  | Kim Bo-reum             | 110    |
| 8.  | Janneke Ensing          | 85     |
| 9.  | Karolina Domańska       | 74     |
| 10. | Nicole Garrido          | 56     |

### Mężczyźni

#### Wyniki
| Data                 | Miejsce                                                        | Konkurencja                                                    | Zwycięzca                                                      | 2. miejsce                                                       | 3. miejsce                                                     |
| -------------------- | -------------------------------------------------------------- | -------------------------------------------------------------- | -------------------------------------------------------------- | ---------------------------------------------------------------- | -------------------------------------------------------------- |
| 18–20 listopada 2011 | Czelabińsk                                                     | 500 m (18 listopada)                                           | Pekka Koskela                                                  | Jan Smeekens                                                     | Yūya Oikawa                                                    |
| 18–20 listopada 2011 | Czelabińsk                                                     | 1500 m (18 listopada)                                          | Stefan Groothuis                                               | Shani Davis                                                      | Iwan Skobriew                                                  |
| 18–20 listopada 2011 | Czelabińsk                                                     | 500 m (19 listopada)                                           | Jōji Katō                                                      | Mo Tae-bum                                                       | Yūya Oikawa                                                    |
| 18–20 listopada 2011 | Czelabińsk                                                     | 5000 m (20 listopada)                                          | Jorrit Bergsma                                                 | Sven Kramer                                                      | Bob de Jong                                                    |
| 18–20 listopada 2011 | Czelabińsk                                                     | 1000 m (20 listopada)                                          | Stefan Groothuis                                               | Kjeld Nuis                                                       | Denny Morrison                                                 |
| 18–20 listopada 2011 | Czelabińsk                                                     | Drużynowo (20 listopada)                                       | Holandia Sven Kramer · Jan Blokhuijsen · Wouter Olde Heuvel    | Stany Zjednoczone Shani Davis · Jonathan Kuck · Brian Hansen     | Niemcy Patrick Beckert · Marco Weber · Alexej Baumgärtner      |
| 25–27 listopada 2011 | Astana                                                         | 500 m (25 listopada)                                           | Mo Tae-bum                                                     | Tucker Fredricks                                                 | Stefan Groothuis                                               |
| 25–27 listopada 2011 | Astana                                                         | 1500 m (25 listopada)                                          | Wouter Olde Heuvel                                             | Denny Morrison                                                   | Håvard Bøkko                                                   |
| 25–27 listopada 2011 | Astana                                                         | 500 m (26 listopada)                                           | Jan Smeekens                                                   | Mo Tae-bum                                                       | Tucker Fredricks                                               |
| 25–27 listopada 2011 | Astana                                                         | 5000 m (26 listopada)                                          | Sven Kramer                                                    | Jorrit Bergsma                                                   | Alexis Contin                                                  |
| 25–27 listopada 2011 | Astana                                                         | 1000 m (27 listopada)                                          | Stefan Groothuis                                               | Kjeld Nuis                                                       | Mo Tae-bum                                                     |
| 25–27 listopada 2011 | Astana                                                         | Start masowy (27 listopada)                                    | Lee Seung-hoon                                                 | Jonathan Kuck                                                    | Joo Hyung-joon                                                 |
| 2–4 grudnia 2011     | Heerenveen                                                     | 500 m (2 grudnia)                                              | Tucker Fredricks                                               | Jōji Katō                                                        | Mo Tae-bum                                                     |
| 2–4 grudnia 2011     | Heerenveen                                                     | 1500 m (2 grudnia)                                             | Iwan Skobriew                                                  | Kjeld Nuis                                                       | Håvard Bøkko                                                   |
| 2–4 grudnia 2011     | Heerenveen                                                     | 500 m (3 grudnia)                                              | Pekka Koskela                                                  | Jōji Katō                                                        | Jesper Hospes                                                  |
| 2–4 grudnia 2011     | Heerenveen                                                     | 10000 m (3 grudnia)                                            | Jorrit Bergsma                                                 | Bob de Jong                                                      | Bob de Vries                                                   |
| 2–4 grudnia 2011     | Heerenveen                                                     | 1000 m (4 grudnia)                                             | Kjeld Nuis                                                     | Sjoerd de Vries                                                  | Mo Tae-bum                                                     |
| 2–4 grudnia 2011     | Heerenveen                                                     | Drużynowo (4 grudnia)                                          | Holandia Sven Kramer · Wouter Olde Heuvel · Jan Blokhuijsen    | Korea Południowa Lee Seung-hoon · Ko Bjung-wook · Joo Hyung-joon | Niemcy Patrick Beckert · Alexej Baumgärtner · Marco Weber      |
| 6–8 stycznia 2012    | 109. mistrzostwa Europy w wieloboju 2012 – Budapeszt           | 109. mistrzostwa Europy w wieloboju 2012 – Budapeszt           | 109. mistrzostwa Europy w wieloboju 2012 – Budapeszt           | 109. mistrzostwa Europy w wieloboju 2012 – Budapeszt             | 109. mistrzostwa Europy w wieloboju 2012 – Budapeszt           |
| 21–22 stycznia 2012  | Salt Lake City                                                 | 500 m (21 stycznia)                                            | Keiichirō Nagashima                                            | Jan Smeekens                                                     | Tucker Fredricks                                               |
| 21–22 stycznia 2012  | Salt Lake City                                                 | 1000 m (21 stycznia)                                           | Shani Davis                                                    | Denny Morrison                                                   | Stefan Groothuis                                               |
| 21–22 stycznia 2012  | Salt Lake City                                                 | 500 m (22 stycznia)                                            | Dmitrij Łobkow                                                 | Keiichirō Nagashima                                              | Tucker Fredricks                                               |
| 21–22 stycznia 2012  | Salt Lake City                                                 | 1000 m (22 stycznia)                                           | Shani Davis                                                    | Stefan Groothuis                                                 | Pekka Koskela                                                  |
| 28–29 stycznia 2012  | 43. Mistrzostwa świata w wieloboju sprinterskim 2012 – Calgary | 43. Mistrzostwa świata w wieloboju sprinterskim 2012 – Calgary | 43. Mistrzostwa świata w wieloboju sprinterskim 2012 – Calgary | 43. Mistrzostwa świata w wieloboju sprinterskim 2012 – Calgary   | 43. Mistrzostwa świata w wieloboju sprinterskim 2012 – Calgary |
| 11–12 lutego 2012    | Hamar                                                          | 5000 m (11 lutego)                                             | Bob de Jong                                                    | Sven Kramer                                                      | Jan Blokhuijsen                                                |
| 11–12 lutego 2012    | Hamar                                                          | 1500 m (12 lutego)                                             | Shani Davis                                                    | Håvard Bøkko                                                     | Stefan Groothuis                                               |
| 11–12 lutego 2012    | Hamar                                                          | Drużynowo (12 lutego)                                          | Rosja Iwan Skorbiew · Jewgienij Łalenkow · Dienis Juskow       | Korea Południowa Joo Hyung-joon · Ko Byung-wook · Lee Seung-hoon | Niemcy Robert Lehmann · Alexej Baumgartner · Patrick Beckert   |
| 18–19 lutego 2012    | 106. mistrzostwa świata w wieloboju 2012 – Moskwa              | 106. mistrzostwa świata w wieloboju 2012 – Moskwa              | 106. mistrzostwa świata w wieloboju 2012 – Moskwa              | 106. mistrzostwa świata w wieloboju 2012 – Moskwa                | 106. mistrzostwa świata w wieloboju 2012 – Moskwa              |
| 2–4 marca 2012       | Heerenveen                                                     | 500 m (2 marca)                                                | Dmitrij Łobkow                                                 | Hein Otterspeer                                                  | Keiichirō Nagashima                                            |
| 2–4 marca 2012       | Heerenveen                                                     | 1500 m (2 marca)                                               | Shani Davis                                                    | Kjeld Nuis                                                       | Håvard Bøkko                                                   |
| 2–4 marca 2012       | Heerenveen                                                     | 500 m (3 marca)                                                | Tucker Fredricks                                               | Michel Mulder                                                    | Jōji Katō                                                      |
| 2–4 marca 2012       | Heerenveen                                                     | 10000 m (3 marca)                                              | Bob de Jong                                                    | Jorrit Bergsma                                                   | Håvard Bøkko                                                   |
| 2–4 marca 2012       | Heerenveen                                                     | 1000 m (4 marca)                                               | Shani Davis                                                    | Stefan Groothuis                                                 | Kjeld Nuis                                                     |
| 2–4 marca 2012       | Heerenveen                                                     | Start masowy (4 marca)                                         | Jonathan Kuck                                                  | Arjan Stroetinga                                                 | Alexis Contin                                                  |
| 9–11 marca 2012      | Berlin                                                         | 500 m (9 marca)                                                | Jamie Gregg                                                    | Pekka Koskela                                                    | Mo Tae-bum                                                     |
| 9–11 marca 2012      | Berlin                                                         | 1500 m (9 marca)                                               | Håvard Bøkko                                                   | Kjeld Nuis                                                       | Koen Verweij                                                   |
| 9–11 marca 2012      | Berlin                                                         | 500 m (10 marca)                                               | Michel Mulder                                                  | Mo Tae-bum                                                       | Jan Smeekens                                                   |
| 9–11 marca 2012      | Berlin                                                         | 5000 m (10 marca)                                              | Sven Kramer                                                    | Bob de Jong                                                      | Jonathan Kuck                                                  |
| 9–11 marca 2012      | Berlin                                                         | 1000 m (11 marca)                                              | Shani Davis                                                    | Kjeld Nuis                                                       | Mo Tae-bum                                                     |
| 9–11 marca 2012      | Berlin                                                         | Drużynowo (11 marca)                                           | Holandia Koen Verweij · Jan Blokhuijsen · Douwe de Vries       | Korea Południowa Lee Seung-hoon · Joo Hyung-joon · Ko Byung-wook | Stany Zjednoczone Shani Davis · Brian Hansen · Jonathan Kuck   |
| 9–11 marca 2012      | Berlin                                                         | Start masowy (11 marca)                                        | Jorrit Bergsma                                                 | Alexis Contin                                                    | Arjan Stroetinga                                               |
| 22–25 marca 2011     | 14. Mistrzostwa świata na dystansach 2012 – Heerenveen         | 14. Mistrzostwa świata na dystansach 2012 – Heerenveen         | 14. Mistrzostwa świata na dystansach 2012 – Heerenveen         | 14. Mistrzostwa świata na dystansach 2012 – Heerenveen           | 14. Mistrzostwa świata na dystansach 2012 – Heerenveen         |

#### Klasyfikacje
| Lp. | Zawodnik            | Punkty |
| --- | ------------------- | ------ |
| 1.  | Mo Tae-bum          | 702    |
| 2.  | Pekka Koskela       | 674    |
| 3.  | Tucker Fredricks    | 646    |
| 4.  | Jan Smeekens        | 625    |
| 5.  | Jōji Katō           | 547    |
| 6.  | Michel Mulder       | 517    |
| 7.  | Jamie Gregg         | 511    |
| 8.  | Keiichirō Nagashima | 505    |
| 9.  | Yūya Oikawa         | 461    |
| 10. | Dmitrij Łobkow      | 457    |

| Lp. | Zawodnik         | Punkty |
| --- | ---------------- | ------ |
| 1.  | Shani Davis      | 600    |
| 2.  | Stefan Groothuis | 580    |
| 3.  | Kjeld Nuis       | 486    |
| 4.  | Denny Morrison   | 394    |
| 5.  | Sjoerd de Vries  | 359    |
| 6.  | Mo Tae-bum       | 306    |
| 7.  | Samuel Schwarz   | 240    |
| 8.  | Jamie Gregg      | 208    |
| 9.  | Pekka Koskela    | 201    |
| 10. | Aleksiej Jesin   | 196    |

| Lp. | Zawodnik            | Punkty |
| --- | ------------------- | ------ |
| 1.  | Håvard Bøkko        | 472    |
| 2.  | Kjeld Nuis          | 430    |
| 3.  | Shani Davis         | 425    |
| 4.  | Denny Morrison      | 312    |
| 5.  | Iwan Skobriew       | 301    |
| 6.  | Stefan Groothuis    | 300    |
| 7.  | Mark Tuitert        | 216    |
| 8.  | Brian Hansen        | 212    |
| 9.  | Konrad Niedźwiedzki | 192    |
| 10. | Benjamin Macé       | 165    |

| Lp. | Zawodnik          | Punkty |
| --- | ----------------- | ------ |
| 1.  | Bob de Jong       | 510    |
| 2.  | Sven Kramer       | 440    |
| 3.  | Jorrit Bergsma    | 435    |
| 4.  | Håvard Bøkko      | 308    |
| 5.  | Alexis Contin     | 300    |
| 6.  | Jan Blokhuijsen   | 246    |
| 7.  | Jonathan Kuck     | 240    |
| 8.  | Douwe de Vries    | 215    |
| 9.  | Moritz Geisreiter | 213    |
| 10. | Bart Swings       | 168    |

| Lp. | Zawodnik          | Punkty |
| --- | ----------------- | ------ |
| 1.  | Holandia          | 374    |
| 2.  | Korea Południowa  | 340    |
| 3.  | Niemcy            | 300    |
| 4.  | Stany Zjednoczone | 281    |
| 5.  | Rosja             | 150    |
| 6.  | Polska            | 141    |
| 7.  | Kanada            | 132    |
| 8.  | Norwegia          | 113    |
| 9.  | Włochy            | 109    |
| 10. | Czechy            | 81     |

| Lp. | Zawodnik           | Punkty |
| --- | ------------------ | ------ |
| 1.  | Alexis Contin      | 250    |
| 2.  | Jorrit Bergsma     | 212    |
| 3.  | Jonathan Kuck      | 196    |
| 4.  | Arjan Stroetinga   | 185    |
| 5.  | Lee Seung-hoon     | 175    |
| 6.  | Marco Weber        | 108    |
| 7.  | Alexej Baumgartner | 106    |
| 8.  | Joo Hyung-joon     | 94     |
| 9.  | Jan Szymański      | 89     |
| 10. | Dmitrij Babienko   | 88     |